# Transeuropa
 (novembre 2023).
Si vous disposez d'ouvrages ou d'articles de référence ou si vous connaissez des sites web de qualité traitant du thème abordé ici, merci de compléter l'article en donnant les références utiles à sa vérifiabilité et en les liant à la section « Notes et références ».

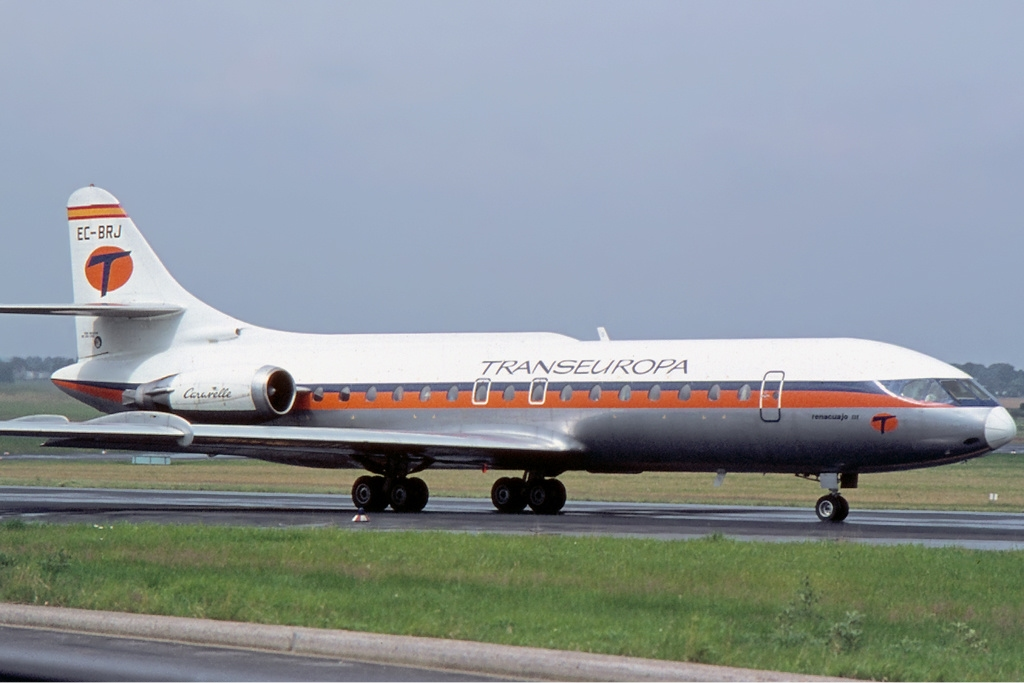
Caravelle aux couleurs de Transeuropa en 1973.

Transeuropa, officiellement Transeuropa Compañía de Aviación, est une ancienne compagnie aérienne espagnole, qui réalisait des vols charter. 
Cette compagnie, basée à l'aéroport de Palma de Majorque au Baléares, commence ces opérations en 1965 avec, initialement, un seul Douglas DC-7. Son marché principal est l'acheminement aux Baléares de touristes venant d'autres régions d'Espagne, et d'autres pays d'Europe. L'entreprise cesse ses activités en 1982. 